# Meneris tulbaghia
Meneris tulbaghia är en fjärilsart som beskrevs av Carl von Linné 1764. Meneris tulbaghia ingår i släktet Meneris och familjen praktfjärilar. Inga underarter finns listade i Catalogue of Life.

## Bildgalleri

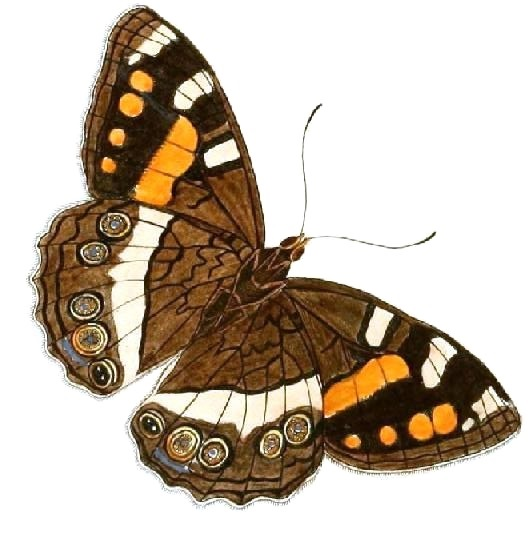